# Sleeburg (kasteel)
Het kasteel of havezate Sleeburg stond in de buurtschap Sleeburg, in het Nederlandse dorp Overasselt, provincie Gelderland.

## Geschiedenis
De eerste eigenaren van Sleeburg waren afkomstig uit de familie Pieck. In 1347 werd Herman Pieck in een document genoemd als eigenaar van een hofstad bij de buurtschap Worsum. Deze hofstad behoorde toe aan Gelis van Worsum en Herman deed in het document afstand van de hofstad. Mogelijk is deze hofstad de voorloper van het kasteel Sleeburg waarvan Arnt Pieck tot Sleeburg in de 15e eeuw als eigenaar wordt genoemd.
Via het huwelijk van Silberta Arnte Pieck met Derk Vijgh kwam de Sleeburg in eigendom van de familie Vijgh. Eind 17e eeuw kwam Johan van der Moelen in bezit van het kasteel, doordat Geertruida Vijgh (1643-1714) al haar goederen aan hem verkocht. Van der Moelen vergaarde meerdere kastelen in Overasselt, met dank aan zijn huwelijk met Mechteld van Randwijck. Het echtpaar droeg in 1677 de Sleeburg, het huis Overasselt en de Schoonenburg op aan de Staten van Gelre, die de drie huizen vervolgens weer in leen aan hen terug gaven.
De bezittingen raakten weer verdeeld na het overlijden van Van der Moelen. De Sleeburg kwam in 1697 terecht bij zijn dochter Sophia en haar man Egbert Alexander Rengers. Het stel bleef niet alleen kinderloos, maar ze hadden ook nog grote schulden bij de familie Ten Hove, waarbij de Sleeburg als onderpand was gebruikt. In 1719 werd de Sleeburg dan ook openbaar verkocht. De familie Ten Hove kreeg de Sleeburg nu in bezit.

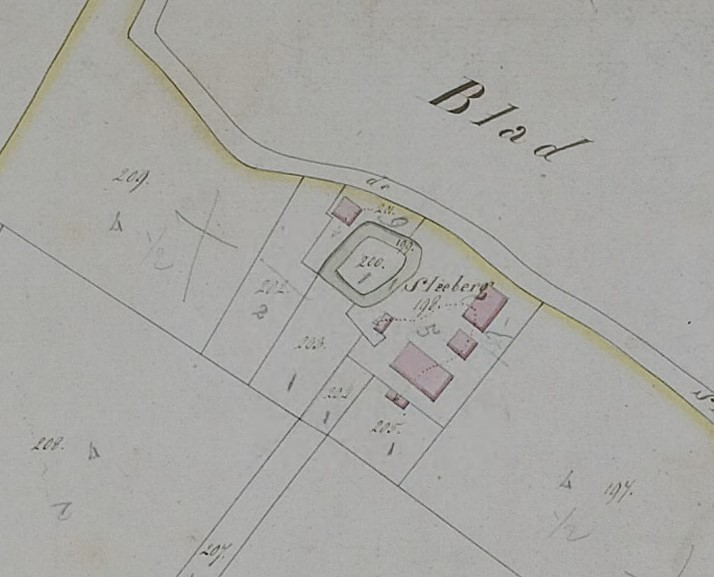
Kadastrale kaart van 1820, met het (lege) kasteelterrein van de Sleeburg

In 1750 ging de Sleeburg naar David ten Hove, een miljonair die in Amsterdam woonde en diverse adellijke titels bezat. Met Wendela Eleonora ten Hove kwam de Sleeburg terecht bij de familie Munter van Doorn. Het kasteel is waarschijnlijk rond 1800 afgebroken, want de kadastrale minuut van 1820 toont een onbebouwd kasteelterrein. Buiten de grachten lagen nog wel enkele gebouwen: aan de noordwestzijde stond een arbeidershuis met de naam Kleine Sleeburg, aan de zuidoostzijde stond een huis met bijgebouwen.
A.D.M. Munter verkocht in 1852 de goederen aan notaris Gerardus van der Heijden. Het kasteeleiland was op dat moment in gebruik als boomgaard. De notaris fungeerde slechts als tussenpersoon en deed alles over aan de predikant Evert Pijnappel van Voorthuizen. Het was deze predikant die rond 1855 de boerderij liet afbreken en het nieuwe landhuis de Grote Sleeburg bouwde.
Na nog enkele wisselingen van eigenaar werd de Kleine Sleeburg in 1965 afgebroken, waarna in 1973 de sloop van het landhuis volgde. De grachten en kelders werden opgevuld met het slooppuin van het landhuis. Op het terrein werd een nieuwe boerderij gebouwd.

## Beschrijving
Het is onbekend hoe kasteel Sleeburg er uit heeft gezien. Hoewel de oudste vermelding uit de 15e eeuw dateert, zou er een oudere voorganger geweest kunnen zijn in de vorm van een mottekasteel.
Het kasteeleiland was niet erg groot, waardoor de Sleeburg waarschijnlijk niet meer was dan een woontoren of een compact adellijk huis. Het kasteel beschikte over een eigen kapel, gewijd aan Onze Lieve Vrouwe.
Bij de Sleeburg behoorden omvangrijke goederen, waaronder een hofstad bij Heumen. De bouwlanden, weilanden, broeklanden en heidegebieden omvatten volgens de leenboeken bijna 100 hectare. De omvang wijzigde overigens door huwelijken en erfenissen, waardoor er in 1852 nog zo’n 36 hectare was overgebleven.
In het landschap zijn nog restanten zichtbaar van de oorspronkelijke grachten. Ook zijn er muurresten zichtbaar op het kasteelterrein.
Aalst · Aardenburg · Acquoy · Aerdt · Agistaldaburg · Ahof · Aldenhaag · Aller · Ambe · Ammersoyen · Ampsen · Andelst · Angeroyen · Appelburg · Appelse walburg · Appeltern · Arler · Baak · Babberich · Baer · Baerle · Bakerbosch · Balgoij · Barlham · Batenburg · Beek · Beerenclaauw · Bemmel · Bevervoorde · Bergh · Biljoen · Bingerden · Blankenborg (Laren) · Blankenborg · Blauwe Huis · Blokhuis (Ravenswaaij) · Boelenham · Boetselaersborg · Borculo · Boswaai · Brakel · Den Brakel · Den Bramel · Bredevoort · Broekhuizen · Bronkhorst · Bruchem · Bruinhorst · Brunsberg · Bulkestein · Bunswaard · Burcht van Tiel · Buren · De Buurse · Byland · Byvanck · Caetshage · Camphuysen · De Cannenburch · de Cloese · Coldenhove · Culemborg · Dedinckweerd · Delwijnen · Didam · Diepenbroek · Hof te Dieren · Huis Dijck · Dikke Tinne · Doddendaal · Dodewaard · Doornenburg · Doornik · Doorwerth · Dooyenburg · Dorth · Doseburg · Drakenburg · Dreumel · Druten · Duivelshuis · Eerbeek · De Ehze · Elburg · Eldrik · Emmerik · Engelenburg · Groot Engelenburg · Engelrode · Enghuizen · Enspijk · De Essenburgh · Essenpas · Est · Fokkinck · Gameren · Geerestein · Geldermalsen · De Gelderse Toren · Geldersweerd · Gellicum · Gendt · Gennepestein · Glindhorst · Goudenstein · ‘s-Grevenhoef · Groot Hell · Groenlo · Groesbeek · Huis te Groesbeek · Grunsfoort · Gulden Spijker · Hackfort · Hackforts Veenhuis · Hagen · Hagevoort · Hamerden · Hanepol · Harreveld · Harslo · Hassink · Het Haveke · Hedel · Heeckeren · De Heegh · Hees · De Heest · Hellouw · Hemmen · Hernen · Motte van Hernen · Heumen · Heusden · Hoekelum · Hoekenburg · De Hoeve · De Hof · Hof d'Ooy · Hof van Arkel · Huis het Holt · Holthuis · Het Holtslag · Ter Horst · Houberg · St. Hubertus · Huissen · Hulhuizen · Hulkestein · Hulsen · Hunneschans bij De Duno · Hunneschans bij Uddel · Jonker Bloo · 't Joppe · De Kamp · Karssenberg · Kemnade · Keppel · Kermestein · Kernhem · Kervel · Kiefskamp · De Kinkelenburg · Klein Enghuizen · Kleverburg · Kortenhoeve · Laag Helbergen · Lakenburg · Landfort · Langen · Latenstein · De Lathmer · Lathum · Ter Lede · Leegpoel · Leemcuyl · Leeuwen · Leeuwenbergh · Lensenburg · Lent · Leur · Leuvenum · Leyenburg · Lichtenvoorde · Lievenstein · Loenen · Loevestein · Loil · Loowaard · Luynhorst · Hof te Maasbommel · Magerhorst · Malburgen · Malderburcht · Malsen · Manhorst · Marhulsen · De Marsch · Marveld · Mathena · Maurik · Medel · Medestein · 't Medler · Meinerswijk · De Mellard · Mensink · Mergelp · Meteren · 't Meyerink · Middachten · Millingen · Mussenberg · Nagelhorst · Nederhagen · Nederhemert · Neerijnen · Huis Neerijnen · De Nesch · Nettelhorst · Nieuwe Blokhuis ·  Nijburg · Nijenbeek · Old Putten · Notenstein · Nye Huis · Olde Spijker · Oldenaller · Oldenhof (Driel) · Oldenhof (Heteren) · De Ooij · Oolde · Oud Oolde · Oosterhout · Ophemert · Opijnen · Oud Ampsen · Oude Blokhuis · Het Oude Loo · Oude Voorst · Oudenborch · Oud-Wisch · Huis te Overasselt · Overeng · Overhagen · Overlaar · 't Oye · Palmestein · De Parck · Persingen · Plekenpol · Ploen · Pluimenburg · Poederoijen · Poelwijck · Poelwijk · De Pol (Dreumel) · Huis de Poll (Huis te Gietelo) · De Poll (Huissen) · Pollenbering · Pollenstein · Puttenstein · Het Raasink · Ravenhorst · De Rees · Ressen · Reuversweerd · Reygersfoort · Rhijnestein · Huis Rijswijk · Rode Toren · Roode Wald · Rosande · Rosendael · Rossum · Rumpt · Ruurlo · Rijsselt · Schadewijk · Schaffelaar · Scherpenzeel · Schoonbroek · Schoonderbeek · Schoonenburg · Schuilenburg · Schuilkerke · Hof te Seelbeek · Sevenaer I · Sevenaer II · Sinderen (Oude IJsselstreek) · Sinderen (Voorst) · Slangenburg · Sleeburg · Slimsijp · De Snor · Soelen · Spaansweerd · Spaldorp · Spijk · Staverden · Sterkenburg · Swanepol · Tarthorst · Teisterbant (Kerk-Avezaath) · Teisterbant (Kerkdriel) · Ter Dicke · Tolhuis · Tolhuis (Tiel) · Tollenburg · Tongerlo · Toren van Wely · Tuil · Ubbergen · Uilenburg (Ewijk) · Uilenburg (Heteren) · Ulenpas · Ulft · Upladen · Valburg · Valkhofburcht · Valkhofpalts · Vanenburg · Varik · Hof te Varsseveld · 't Velde · Velhorst · Verwolde · Vierakker · De Voorst · Voorstonden · Vorden · Vosbergen · Vredenburg · Vredestein (Driel) · Vredestein (Ravenswaaij) · Vuren · Waardenburg · Waddestein · Wadenoijen · Waede · Wageningen · Walfort · 't Waliën · De Wardt · Watergoor · Watermeerwijk · Wayenstein (Huis te Herwijnen) · Well (Huis van Malsen) · Weijenrade · Westenburg · Westerholt · Weurt · De Wiersse · Wijenburg (Echteld) · De Wildenborch · De Wildt · Wilp · Wilperhorst · Winssen · Wisch · Wychen · Wolfswaard · Woolbeek · Yrst · IJzendoorn · Zeeland · Zilveren Spijker · Zuilichem · Zwaluwenburg · Zwanenburg (Heerde) · Zwanenburg (Megchelen)